# Bataille de San Fermo
Deuxième guerre d'indépendance italienne
Batailles
- Montebello
- Varèse
- San Fermo
- Palestro
- Turbigo
- Magenta
- Melegnano
- Treponti
- Solferino
- San Martino

La bataille de San Fermo a lieu le 27 mai 1859, quand Garibaldi au commandement des chasseurs des Alpes bouscule les positions avancées autrichiennes postées pour défendre Côme. Il fortifie le lieu et repousse une contre-attaque.

## Le prélude
Le 17 mars 1859, Garibaldi prend le commandement des chasseurs des Alpes qui est une brigade légère.
Provenant de Sesto Calende, Garibaldi a libéré Varèse après avoir affronté et repoussé le 26 mai 1859, la brigade Rupprecht du lieutenant maréchal Karl von Urban, sortie de Côme et se repliant non sans pertes après les combats de la bataille de Varèse.

## La marche sur Côme
Le 27 mai, les volontaires prennent la route de Côme, la ville la plus importante de la Lombardie septentrionale et base des Autrichiens. Il existe deux routes: celle méridionale qui passe à travers Malnate, Solbiate et Olgiate et qui entre dans Côme par le sud et celle septentrionale (qui s'appelle aujourd'hui garibaldina) qui de Malnate dévie au nord par Uggiate, traverse Cavallasca et permet d'accéder à Côme par les collines qui ferment la ville par l'ouest.
Dans l'incertitude, Urban a dispersé ses forces entre San Fermo au nord-ouest, et Civello au sud-ouest avec des avant-postes sur le fleuve Lura, à six kilomètres du côté de Varèse et les réserves au centre, à côté de Montano Lucino.
En plus de la brigade Rupprecht, qui a combattu à Varèse, Urban dispose de la brigade Agustin arrivée entre-temps en renfort.
Garibaldi décide d'avancer depuis Varèse en traversant Malnate et Solbiate jusqu'à Olgiate qu'il rejoint à 11 heures. De là, il laisse sur la droite le 1er régiment d'Enrico Cosenz, l'informant qu'il souhaite passer par le sud et il fait dévier les deux régiments au nord vers San Fermo à travers Parè et Cavallasca qu'ils rejoignent vers 15 heures.

## Le contact avec les positions autrichiennes
Arrivé à Cavallasca, Garibaldi installe son quartier général et charge, Giacomo Medici commandant du IIerégiment, de l'attaque.
Il a en face un avant-poste autrichien, bien fortifié dans l'oratoire du village de San Fermo.
À Cavallasca, le général Medici décide de donner l'assaut sur trois colonnes : la première colonne du capitaine Cenni (une compagnie et les carabiniers génois) doit mener une attaque de diversion sur la gauche, la seconde colonne du capitaine Carlo De Cristoforis (it) avec une autre compagnie qui doit mener une attaque frontale et la troisième colonne du capitaine Vacchieri sur la droite qui doit menacer le repli adverse.

## L'assaut
La compagnie de De Cristoforis doit agir par une attaque surprise au signal des coups de feu tirés par le groupe de Cenni, mais des tirs prématuré de la part de certains volontaires (ou de certains Autrichiens, suivant la version) font rater l'effet de surprise.
De Cristoforis, croyant que les coups de feu sont le signal de l'attaque, sort à 16 heures à découvert sur la grande route et est pris en ligne de mire par les ennemis placés dans le campanile de San Fermo. L'importance des tirs l'oblige à se réfugier dans une maison (la maison Valdomo).
C'est alors que Giacomo Medici commande à sa gauche de soutenir l'attaque suivie d'une autre compagnie sur la droite. Les défenseurs étant assaillis de chaque côté, les deux compagnies de De Cristoforis repartent à l'assaut à la baïonnette montrant un grand sens du devoir car alors que De Cristoforis (it) est blessé mortellement, les troupes poursuivent leur avancée emmenées par le lieutenant Guerzoni et ils conquièrent la position.

## Contre-attaque et repli autrichien
Les Autrichiens, en phase de repli, sont poursuivis par les troupes garibaldiennes. Garibaldi inspecte les routes vers la ville (vers Valfresca (it) et Cardano) et apprend par un paysan de Cavallasca, Agostino Marzorati, qui rentre de Côme, que des troupes autrichiennes sont stationnées dans la ville. Ils sont à peu près deux mille.
Garibaldi fait alors occuper les hauteurs vers Côme : en fin d'après-midi, les Autrichiens, finalement informés des évènements, grimpent vers Cardano et Valfresca. Les routes sont abruptes et les garibaldiens bien en place les tiraillent avant de descendre baïonnette à la main les repousser en bas des collines.

## Le résultat du combat
À 21 heures 30, Garibaldi entre dans la ville par la porte Sala, aujourd'hui rue Garibaldi, pendant que les Autrichiens sortent part la porte Torre et se replient sur Monza, laissant leurs matériels et leurs prisonniers aux mains des chasseurs. Urban, en fait, ne peut plus compter sur la fidélité de la population (qui à peine onze ans plus tôt s'était rendue protagoniste des cinq journées de Côme) et en bon soldat, désire obtenir des renforts avant de reprendre Côme et Varèse.
Côme occupée, Garibaldi rappelle les cinq compagnies de San Fermo et fait occuper Camerlata, au sud de la ville vers Monza et Milan, pour se garantir d'éventuelles contre-attaques.
Les Autrichiens enregistrent 68 morts et 264 blessés. Les chasseurs 13 morts et 60 blessés et aucun garibaldien prisonnier.

## Les souvenirs
Dans le village de San Fermo della Battaglia a été édifié un petit obélisque de granit rouge dessiné par Eugenio Linati et inauguré le 27 mai 1873.

Là où est tombé le général De Cristoforis se trouve une borne en marbre avec les noms des 13 chasseurs morts pendant les combats.

## Sources
- (it) Cet article est partiellement ou en totalité issu de l’article de Wikipédia en italien intitulé « Battaglia di San Fermo » (voir la liste des auteurs).